# أباتشي جروفي
جروفي هي لغة برمجة كائنية التوجه لـ جافا (منصة برمجية). وهي لغة ديناميكية ذات ملامح مشابهة لتلك الخاصة ب بايثون، روبي، بيرل وسمولتوك. ويمكن استخدامها ك لغة برمجة نصية لمنصة جافا.
تستخدم جروفي قوسا لبناء الجملة مثيلا لجافا، وهي مصنفة ديناميكيا ككود جافا الصالح من حيث التركيب في لغة جروفي.

## التاريخ
تحدث جيمس ستراكان بداية عن تطوير جروفي في جولة برامجه في أغسطس 2003. وقد تم تحرير العديد من الإصدارات بين 2004 و2006. بعدما بدأت معايرة وضع المواصفات الفنية القياسية لتكنولوجيا جافا، تم تغيير رقم الإصدار وتم تحرير إصدار يسمى "0.1 " في الثاني من يناير 2007. بعد العديد من البيتات واصدار المرشحين المرقمين ب 1.1 في 7 ديسمبر 2007، تم إصدار جروفي 1.1 النهائي على الفور بإعادة تسميته ب جروفي 1.5 كانعكاس لكثير من التغييرات التي تم اجراؤها.
في يوليو 2009، كتب ستاركان في برمجياته «أستطيع القول بأمانة أنه إذا أراني شخص ما البرمجة في كتاب الاسكالا لعالم الكمبيوتر الألماني مارتن أوديرسكي وليكس سبون وبيل فينرز في عام يسبق 2003 ربما لم أكن ابتكرت جروفي.» ترك ستاركان المشروع في صمت قبل عام من إصدار جروفي 1.0 في 2007 .

## المميزات
كثير من (ولكن ليس كل) ملفات الجافا الصالحة تعد ملفات جروفي صالحة. بالرغم من تماثل كل من اللغتين يمكن أن يكون كود جروفي أكثر إيجازا لأنه لا يتطلب كل العناصر التي يحتاجها الجافا. هذا يجعل من الممكن لمبرمجي الجافا تعلم جروفي تدريجيا من خلال البدء في بناء جمل مألوفة في الجافا قبل اكتساب المزيد من التعبيرات الاصطلاحية في الجروفي.
خصائص الجروفي ليست متاحة في الجافا التي تشتمل على كل من الرموز الثابتة والمتحركة (بكلمات رئيسية واضحة)، الإغلاق، التحميل الزائد للمشغل (تعدد عمليات التنفيذ للمشغل)، التركيب الأساسي للقوائم والمصفوفات المتعلقة به (الخرائط)، الدعم الأصلي للتعبيرات العادية، التكرار متعدد الأشكال، التعبيرات المضمنة داخل سلاسل إضافية، أساليب مساعدة إضافية ومشغل الملاحة الآمن"؟". للتحقق تلقائيا من الملغيات (على سبيل المثال "المتغير؟.الطريقة ()" أو"المتغير؟.المجال)
يمكن بناء الجملة في جروفي بطريقة أكثر إيجازا من جافا. على سبيل المثال الجملة في الجافا 5+مثل:
```
 
for
 
(
String
 
it
 
:
 
new
 
String
[]
 
{
"Rod"
,
 
"Carlos"
,
 
"Chris"
})

     
if
 
(
it
.
length
()
 
<=
 
4
)

         
System
.
out
.
println
(
it
);

```

يمكن التعبير عنها في جروفي بالشكل الآتي:
```
 
[
"Rod"
,
 
"Carlos"
,
 
"Chris"
].
findAll
{
it
.
size
()
 
<=
 
4
}.
each
{
println
 
it
}

```

يقدم جروفي دعما أساسيا لمختلف لغة الترميز مثل لغة الرقم القابلة للامتداد ولغة رقم النص الفائق ويتم انجازها عن طريق بناء جملة نموذج الوثائق المضمنة. تسمح هذه الميزة بالتعريف ومعالجة أنواع عديدة من أصول البيانات غير المتجانسة مع بناء جملة ومنهجية برمجة موجزة وموحدة.[بحاجة لمصدر]
على عكس الجافا، فإن مصدر كود ملف جروفي يمكن تنفيذه بوصفه لغة برمجة نصية (غير مترجم)، إذا كانت تحوي كود خارج تعريف أي فئة أو إذا كان فئة ذات طريقة أساسية أو إذا كان قابلا للتشغيل أو GroovyTestCase. ولكن خلافا لبعض اللغات النصية مثل بور ن شيل يعرب نص جروفي بالكامل ويترجم وينتج قبل التنفيذ (مثل بيرل وروبي). (يحدث ذلك تحت الغطاء ولا يتم تخزين النسخة المترجمة باعتبارها نتاج اصطناعي للعملية).
GroovyBeans هي نسخة جروفي لبرنامج جافا القابل لاعادة الاستخدام. يولد جروفي ضمنا طرقا للاسترجاع وتخفيف الألوان. في الكود التالي setColor(سلسلة اللون)و ()getColor مولدة ضمنا وآخر سطرين اللذان يظهران للوصول إلى اللون مباشرة هي في الواقع تستدعي الطرق المولة ضمنا.
```
class
 
AGroovyBean
 
{

  
String
 
color

}

def
 
myGroovyBean
 
=
 
new
 
AGroovyBean
()

myGroovyBean
.
setColor
(
'baby blue'
)

assert
 
myGroovyBean
.
getColor
()
 
==
 
'baby blue'

myGroovyBean
.
color
 
=
 
'pewter'

assert
 
myGroovyBean
.
color
 
==
 
'pewter'

```

يقدم جروفي تركيبا سهلا ومتوافقا للجملة لمعالجة القوائم والخرائط مذكرا ب بناء جملة مصفوفة جافا.
```
def
 
movieList
 
=
 
[
'Dersu Uzala'
,
 
'Ran'
,
 
'Seven Samurai'
]
 
//looks like an array, but is a list

assert
 
movieList
[
2
]
 
==
 
'Seven Samurai'

movieList
[
3
]
 
=
 
'Casablanca'
 
//adds an element to the list

assert
 
movieList
.
size
()
 
==
 
4

def
 
monthMap
 
=
 
[
 
'January'
 
:
 
31
,
 
'February'
 
:
 
28
,
 
'March'
 
:
 
31
 
]
 
//declares a map

assert
 
monthMap
[
'March'
]
 
==
 
31
 
//accesses an entry

monthMap
[
'April'
]
 
=
 
30
 
//adds an entry to the map

assert
 
monthMap
.
size
()
 
==
 
4

```

## دعم بيئة التطوير المتكاملة
العديد من بيئة تطوير متكاملة تدعم جروفي:
- إكليبس من خلال Groovy-Eclipse
- إنتيليج إيديا عن طريق Jet Groovy Plugin
- نت بينز منذ نسخة 6.5
- جيه ديفيلوبر للاستخدام مع إطار تطبيقات وتطوير أوراكل
- Xappworks في المراحل التجريبية الآن ومن المتوقع أن تصبح في السوق في أوائل 2011

## وصلات خارجية
- الموقع الرسمي
- أباتشي جروفي على موقع Open Hub (الإنجليزية)